# Ahmad ibn Habit
Ahmad ibn Habit ou Ahmad b. Ḥāʾiṭ (arabe : أحمد بن خابط) est un théologien musulman du IXe siècle. C'est un penseur original, mais ses innovations par rapport au dogme lui valent d'être considéré comme dualiste. Il est condamné à mort pour hérésie vers 845.

## Biographie
On sait peu de choses de sa vie. Son nom apparaît sous différentes formes : Ha'it, Habit et même Kha'it. Il a vécu à Bassorah,. C'est un élève d'al-Nazzam,, comme Fadl al-Hadathi, qui adopte des opinions semblables aux siennes. Mais tous deux s'écartent de la doctrine mutazilite. Les hérésiographes tels que Shahrastani parlent des Ha’itiyah comme d'une secte, mais il n'est pas prouvé qu'Ahmad ibn Ha'it ait eu des disciples. Ses opinions excentriques attirent l'attention du calife al-Wathiq. Il est condamné à mort autour de 845,. 

## Doctrine
On connaît de sa doctrine les thèses qui s'écartent du dogme et sont considérées comme bid'a (innovations inacceptables) par les hérésiographes tels que Shahrastani et al-Baghdadi.
Al-Baghdadi résume sa première thèse ainsi : le monde a deux créateurs, l'un éternel (qadim) et l'autre créé (hadith). Ce dernier est identifié avec le Messie des Évangiles. Cette introduction dans l'islam d'un élément qui lui est étranger a de quoi surprendre, mais il semble qu'elle s'inscrive dans une réflexion sur la transcendance (tanzih) et la parole de Dieu. D'une part, le dogme musulman, et les mutazilites en particulier, insistent sur la transcendance de Dieu (« Rien n'est semblable à Lui », CXII, 1). Mais alors la création et la relation de Dieu au monde deviennent difficiles à penser : comment Dieu peut-il agir sur une matière avec laquelle il n'a rien de commun ? Ahmad ibn Habit a voulu introduire un démiurge créé, un intermédiaire, pour expliquer comment Dieu est l'auteur de la création de façon indirecte. Ainsi, il préserve la transcendance divine. Il cite, pour justifier l'activité créatrice du Messie, ce verset : « je crée pour vous à partir d’argile la forme d’un oiseau » (Coran, III, 49),. Il se réfère à un hadith pour identifier Jésus au premier intellect. Une influence néo-platonicienne n'est pas à écarter. D'autre part, cette opinion surprenante s'inscrit dans un débat sur la nature de la parole de Dieu. Selon le Coran, c'est par l'intermédiaire de sa parole que Dieu crée. Les hanbalites et al-Achari tiennent la parole comme un attribut éternel de Dieu. Mais ils font face à une objection : il y a donc une autre réalité éternelle que Dieu. Ahmad ibn Habit croit pouvoir résoudre cette difficulté en identifiant le Verbe divin avec Jésus, créé par Dieu. La Parole n'est donc pas éternelle, elle a un commencement, et même elle est sujette à la mort. Une influence des chiites est possible : Al-Jahiz accuse certains d'entre eux de diviniser Ali ; il se peut qu'Ahmad ait appliqué ces vues à Jésus.
Cette thèse de la divinité de Jésus lui permet de résoudre une autre difficulté qui préoccupait les théologiens, celle de la vision béatifique. Le Coran affirme en effet que les croyants, au Paradis, verront Dieu. Mais il affirme par ailleurs que Dieu n'est ni visible ni corporel. Comment la vision de Dieu est-elle possible ? Certains mutazilites ont recours à l'idée que cette vision est tout intellectuelle : les élus connaîtront l'essence de Dieu, tandis que les acharites s'en tiennent à la lettre du texte coranique. Ahmad ibn Habit invente cette solution : ce n'est pas Dieu lui-même que verront les fidèles, mais Jésus. C'est ainsi qu'il interprète le verset : « Vous verrez votre Seigneur comme vous voyez la pleine lune ». Selon lui, ce n'est pas de Dieu lui-même que parle le Prophète : le Seigneur, c'est Jésus,.
Enfin, il reprend la théorie de la métempsycose. Selon lui, Dieu a créé d'abord les âmes pures et exemptes de corps. Puis il leur a exprimé ses commandements. Celles qui ne se sont pas toujours conformées à leurs devoirs sont envoyées dans le monde terrestre et incarnées sous différentes formes, humaines ou animales. Selon leur degré de mérite et leur progression, elles se réincarnent successivement dans différents corps, jusqu'à être enfin sauvées ou au contraire damnées. Il semble qu'Ahmad ibn Habit ait voulu ainsi justifier le principe mutazilite de la justice de Dieu, qui rétribue ainsi les âmes avec équité. Cette théorie a une implication : les âmes des animaux ne peuvent être tenues pour responsables de leurs actes et donc être jugées, que si elles ont reçu l'enseignement d'un prophète. Si elles ignorent le message de l'islam, elles ne peuvent être tenues responsables de ce qu'elles ignorent. C'est pourquoi Ahmad ibn Habit introduit l'idée de prophètes des animaux. Sur ce point, une influence d'Origène n'est pas exclue.
Ces thèses sont jugées avec sévérité par les hérésiographes. Mais David Thomas souligne la sincérité du théologien : s'il professe des idées aussi audacieuses, ce n'est pas par mépris pour l'islam. Au contraire, c'est parce qu'il prend au sérieux les difficultés soulevées par les théologiens au sujet du dogme. Il cherche à défendre le dogme, en conciliant le concept de transcendance et les anthropomorphismes apparents du Coran. C'est sur le Coran qu'il s'appuie pour justifier ses thèses, qui témoignent de la créativité de l'époque où il vit. C'est pourquoi David Thomas voit en lui « l'un des plus intéressants des penseurs » de la période abbasside.